# جوديث ووكر اندروز
جوديث ووكر اندروز (بالإنجليزية: Judith Walker Andrews)‏ هي فاعلة خير أمريكية، ولدت في 26 أبريل 1826، وتوفيت في 29 أغسطس 1914.